# Hôpital Cochin

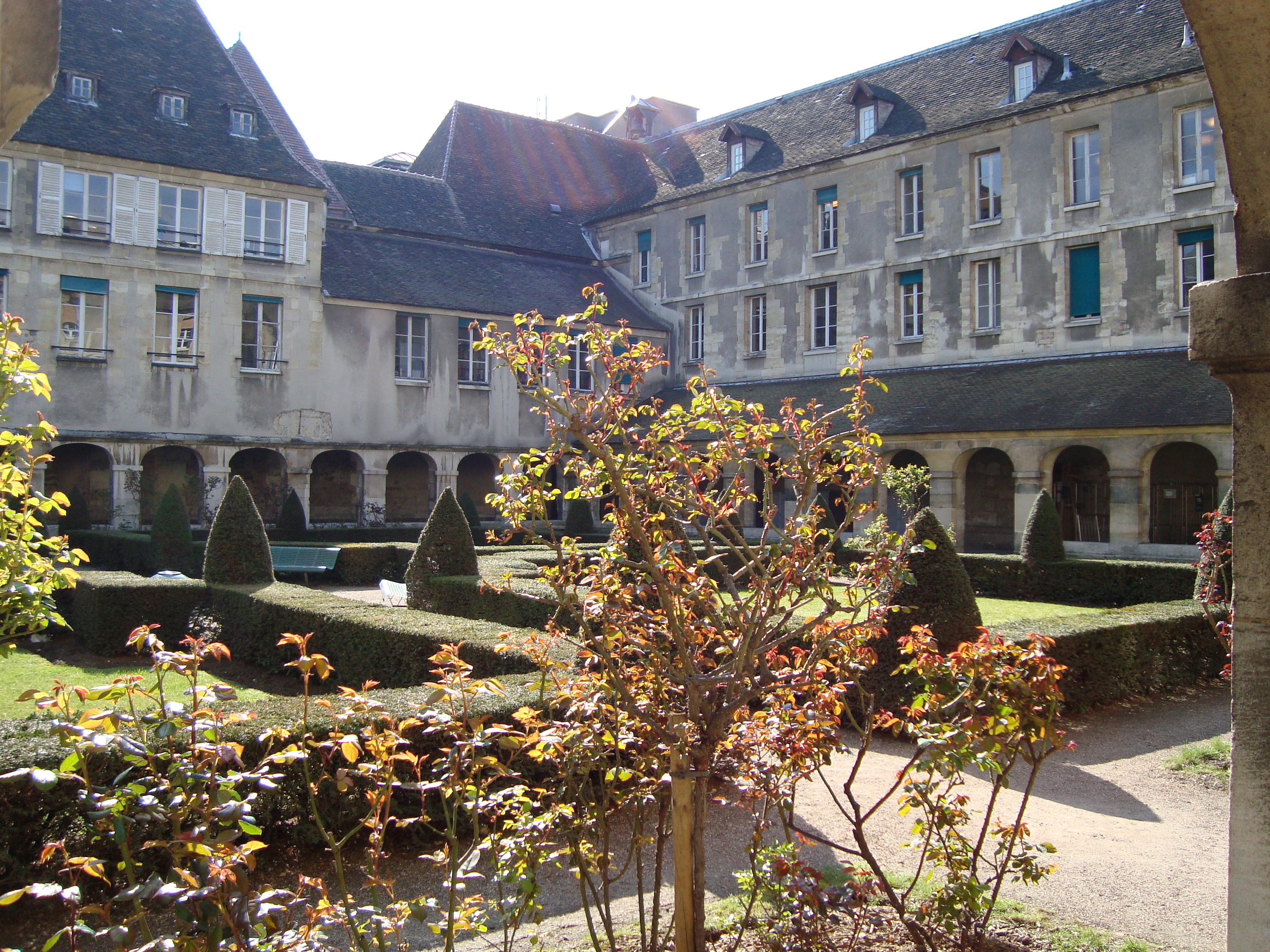
Kreuzgang der ehemaligen Abtei Port-Royal de Paris im Hôpital Cochin

Das Hôpital Cochin ist ein Krankenhaus in Paris. Es befindet sich im 14. Arrondissement und gehört heute zum öffentlichen Krankenhausverbund Assistance publique – hôpitaux de Paris (AP-HP). Es befindet sich in der Rue du Faubourg-Saint-Jacques und die nächste Metrostation ist Saint-Jacques der Linie 6. Das Krankenhaus Cochin ist heute ein Universitätskrankenhaus, das für schwere Verbrennungen spezialisiert ist.

## Geschichte
Das Krankenhaus, das 1780 erbaut wurde, trägt seit 1802 den Namen von Jean-Denis Cochin (1726–1783), der Gemeindepfarrer der Kirche Saint-Jacques-du-Haut-Pas und Gründer eines Krankenhauses für Bedürftige und Arbeiter war.
Seit 1990 ist dem Krankenhaus ein Forschungslabor angeschlossen für Molekularbiologie, Genetik und Zellforschung. 600 Personen sind beschäftigt und gehören dem INSERM und CNRS an.

## Der Appel de Cochin
Im November 1978 nahm das Hôpital Cochin den damaligen Oberbürgermeister von Paris Jacques Chirac auf, um die Verletzungen zu versorgen, die der Politiker sich durch einen am 26. des Monats im Département Corrèze erlittenen Straßenverkehrsunfall zugezogen hatte. Am 6. Dezember 1978 wurde der Appel de Cochin veröffentlicht, der das Rassemblement pour la République im Wahlkampf zur Europawahl 1979 positionierte und seinen Namen aufgrund des Aufenthaltes des Parteivorsitzenden Chirac im Hôpital Cochin erhielt.